# Dubai Tennis Championships 2025
Il Dubai Tennis Championships 2025, noto come Dubai Duty Free Tennis Championships 2025 per ragioni di sponsorizzazione, è stato un torneo di tennis giocato sul cemento, facente parte della categoria ATP Tour 500 nell'ambito dell'ATP Tour 2025 e della categoria WTA 1000 nell'ambito del WTA Tour 2025. Sia il torneo maschile che femminile si sono disputati al The Aviation Club Tennis Centre di Dubai, negli Emirati Arabi Uniti. Il torneo femminile si è giocato dal 16 al 22 febbraio mentre quello maschile dal 24 febbraio al 1º marzo 2025.

## Partecipanti ATP

### Teste di serie
| Nazionalità | Giocatore          | Ranking* | Testa di serie |
| ----------- | ------------------ | -------- | -------------- |
|             | Daniil Medvedev    | 7        | 1              |
| Australia   | Alex de Minaur     | 8        | 2              |
|             | Andrej Rublëv      | 10       | 3              |
| Grecia      | Stefanos Tsitsipas | 11       | 4              |
| Bulgaria    | Grigor Dimitrov    | 14       | 5              |
| Regno Unito | Jack Draper        | 15       | 6              |
| Francia     | Ugo Humbert        | 16       | 7              |
| Francia     | Arthur Fils        | 19       | 8              |

* Ranking al 17 febbraio 2025.

### Altri partecipanti
I seguenti giocatori hanno ricevuto una wildcard per il tabellone principale:
- Aziz Dougaz
- Daniel Evans
- Hady Habib

Il seguente giocatore è entrato in tabellone con il ranking protetto:
- Marin Čilić

I seguenti giocatori sono entrati nel tabellone principale passando dalle qualificazioni:

- Márton Fucsovics
- Quentin Halys
- Christopher O'Connell
- Roman Safiullin

Il seguente giocatore è entrato in tabellone con il lucky loser:
- Luca Nardi

### Ritiri
Prima del torneo
- Jack Draper → sostituito da  Luca Nardi
- Jordan Thompson → sostituito da  Roberto Bautista Agut

## Partecipanti ATP doppio

### Teste di serie
| Nazione     | Giocatore        | Nazione     | Giocatore        | Ranking* | Testa di serie |
| ----------- | ---------------- | ----------- | ---------------- | -------- | -------------- |
| El Salvador | Marcelo Arévalo  | Croazia     | Mate Pavić       | 2        | 1              |
| Finlandia   | Harri Heliövaara | Regno Unito | Henry Patten     | 7        | 2              |
| Germania    | Kevin Krawietz   | Germania    | Tim Pütz         | 11       | 3              |
| Italia      | Simone Bolelli   | Italia      | Andrea Vavassori | 15       | 4              |

* Ranking al 17 febbraio 2025.

### Altri partecipanti
Le seguenti coppie di giocatori hanno ricevuto una wildcard per il tabellone principale:
- Jeevan Nedunchezhiyan /  Vijay Sundar Prashanth
- Pavlos Tsitsipas /  Petros Tsitsipas

La seguente coppia di giocatori è passata dalle qualificazioni:
- Robin Haase /  Hendrik Jebens

### Ritiri
Prima del torneo
- Nuno Borges /  Marcel Granollers → sostituiti da  Yuki Bhambri /  Alexei Popyrin
- Adam Pavlásek /  Jordan Thompson → sostituiti da  Tallon Griekspoor /  Adam Pavlásek

## Partecipanti WTA

### Teste di serie
| Nazionalità | Giocatrice          | Ranking* | Testa di serie |
| ----------- | ------------------- | -------- | -------------- |
|             | Aryna Sabalenka     | 1        | 1              |
| Polonia     | Iga Świątek         | 2        | 2              |
| Stati Uniti | Coco Gauff          | 3        | 3              |
| Italia      | Jasmine Paolini     | 4        | 4              |
| Stati Uniti | Jessica Pegula      | 5        | 5              |
| Kazakistan  | Elena Rybakina      | 7        | 6              |
| Cina        | Zheng Qinwen        | 8        | 7              |
| Stati Uniti | Emma Navarro        | 9        | 8              |
| Spagna      | Paula Badosa        | 10       | 9              |
|             | Dar'ja Kasatkina    | 12       | 10             |
|             | Diana Šnajder       | 13       | 11             |
|             | Mirra Andreeva      | 15       | 12             |
| Brasile     | Beatriz Haddad Maia | 16       | 13             |
| Rep. Ceca   | Karolína Muchová    | 17       | 14             |
|             | Anna Kalinskaja     | 18       | 15             |
| Croazia     | Donna Vekić         | 19       | 16             |

* Ranking al 10 febbraio 2025.

### Altre partecipanti
Le seguenti giocatrici hanno ricevuto una wild card per il tabellone principale:
- Sorana Cîrstea
- Caroline Garcia
- Sofia Kenin
- Emma Raducanu

La seguente giocatrice è entrata in tabellone con il ranking protetto:
- Belinda Bencic

Le seguenti giocatrici sono entrate nel tabellone principale passando dalle qualificazioni:

- Irina-Camelia Begu
- Aoi Itō
- Veronika Kudermetova
- Suzan Lamens
- Eva Lys
- Alycia Parks
- Kateřina Siniaková
- Moyuka Uchijima

### Ritiri
Prima del torneo
- Katie Boulter → sostituita da  McCartney Kessler
- Danielle Collins → sostituita da  Clara Tauson
- Madison Keys → sostituita da  Lulu Sun
- Barbora Krejčíková → sostituita da  Peyton Stearns

## Partecipanti WTA doppio

### Teste di serie
| Nazione       | Giocatrice         | Nazione       | Giocatrice           | Ranking* | Testa di serie |
| ------------- | ------------------ | ------------- | -------------------- | -------- | -------------- |
| Rep. Ceca     | Kateřina Siniaková | Stati Uniti   | Taylor Townsend      | 4        | 1              |
| Canada        | Gabriela Dabrowski | Nuova Zelanda | Erin Routliffe       | 6        | 2              |
| Taipei cinese | Hsieh Su-wei       | Lettonia      | Jeļena Ostapenko     | 13       | 3              |
| Italia        | Sara Errani        | Italia        | Jasmine Paolini      | 21       | 4              |
| Belgio        | Elise Mertens      | Australia     | Ellen Perez          | 30       | 5              |
| Taipei cinese | Chan Hao-ching     |               | Veronika Kudermetova | 31       | 6              |
| Stati Uniti   | Sofia Kenin        | Ucraina       | Ljudmyla Kičenok     | 33       | 7              |
| Kazakistan    | Anna Danilina      |               | Irina Chromačëva     | 36       | 8              |

* Ranking al 10 febbraio 2025.

### Altre partecipanti
Le seguenti coppie di giocatrici hanno ricevuto una wild card per il tabellone principale:
- Aoi Itō /  Ekaterina Jašina
- Jiang Xinyu /  Wu Fang-hsien

## Campioni

### Singolare maschile
Stefanos Tsitsipas ha sconfitto in finale  Félix Auger-Aliassime con il punteggio di 6-3, 6-3.
- È il dodicesimo titolo in carriera per Tsitsipas, il primo in stagione.

### Singolare femminile
Mirra Andreeva ha sconfitto in finale  Clara Tauson con il punteggio di 7–6(1), 6–1.

### Doppio maschile
Yuki Bhambri /  Alexei Popyrin hanno sconfitto in finale  Harri Heliövaara /  Henry Patten con il punteggio di 3-6, 7–6(12), [10-8].

### Doppio femminile
Kateřina Siniaková /  Taylor Townsend hanno sconfitto in finale  Hsieh Su-wei /  Jeļena Ostapenko con il punteggio di 7–6(5), 6–4.